# Rubiás
Rubiás, paróquia de Rubiás dos Mixtos, é uma aldeia espanhola do concelho de Calvos de Randín.
Em conjunto com Santiago e Meaus, fazia parte, até 1864, do Couto Misto.